# Стефансон (залив)
Заливът Стефансон (на английски: Stefansson Bay) е залив в югозападната част на море Съдружество, част от акваторията на Индоокеанския сектор на Южния океан, край бреговете на Източна Антарктида, Бряг Кемп на Земя Ендърби. Разположен е южно и източно от полуостров Лоу, а на изток островите Фолд Айлънд го отделят от залива Уилям Скорсби. Ширина на входа 16 km, дължина 36 km. От юг в него се „вливат“ малките долинни ледници Косгров и Даверс
Заливът е открит на 18 февруари 1931 г. от британско-австралийско-новозеландската експедиция (БАНЗАРЕ), възглавявана от Дъглас Моусън. През 1936 г. бреговете му са детайлно топографски заснети и след това картирани от норвежката антарктическа експедиция на Ларс Кристенсен, който го наименува в чест на видния норвежки полярен изследовател Вилялмур Стефансон.